# Mauro Bulgarelli
Mauro Bulgarelli (Modena, 28 ottobre 1954) è un politico e scrittore italiano.

## Biografia
Eletto deputato nella XIV Legislatura e senatore nella XV, è stato nominato segretario del gruppo Insieme con l'Unione Verdi - Comunisti italiani il 28 luglio 2006 succedendo ad Anna Donati. È stato un esponente di spicco dell'area rosso/verde, dell'ecologia sociale e del movimento contro la guerra. Bulgarelli non è mai stato inscritto a nessun partito politico, proviene dall'area movimentista della sinistra extraparlamentare.
È stato membro della 2ª Commissione permanente (Giustizia), della Commissione parlamentare d'inchiesta sull'uranio impoverito e della Commissione parlamentare d'inchiesta sul ciclo dei rifiuti e sulle attività illecite ad esso connesse.
Nella XIV legislatura ha partecipato alla Commissione parlamentare d'inchiesta sulla morte di Ilaria Alpi e Miran Hrovatin, dalla quale è uscito in aperta polemica con il presidente Carlo Taormina presentando una relazione di minoranza per il Gruppo dei Verdi. Sia come deputato che come senatore è risultato essere uno dei parlamentari più attivi delle due Camere, sia come presenze che come attività. Ha scritto diversi saggi, tra i quali "L'Impero Invisibile" e "Mercenari", entrambi editi N.D.A, ed è presente come autore in diverse pubblicazioni collettive. Ha collaborato come autore con riviste e quotidiani.
Ha presentato un'interrogazione parlamentare a risposta scritta ai ministeri della Giustizia, della Pubblica Istruzione e dei beni e attività culturali sulla pretesa della Siae di applicare il diritto d'autore anche sulle attività didattiche senza finalità di lucro. Nell'aprile 2007 ha proposto un disegno di legge per introdurre nell'ordinamento italiano il concetto del "fair use". Ha inoltre dichiarato la redazione di un secondo disegno di legge per l'istituzione della libertà di panorama. In modo del tutto inaspettato la risposta del governo è stata di ritenere non necessaria una modifica legislativa perché già ora il testo dell'art. 70 della legge sul diritto d'autore che regola il diritto alla corta citazione, va interpretato in senso sostanzialmente simile al fair use statunitense.
Si interessa anche delle problematiche inerenti alla Sardegna (era residente ad Alghero), e ha presentato varie interrogazioni, tra cui alcune di carattere ambientale (problema delle petroliere nel Golfo dell'Asinara), e di sicurezza. Nel luglio 2007 è entrato in conflitto con il suo partito di appartenenza, i Verdi, dal quale si è prima autosospeso con dichiarazione pubblica in aula, nel dibattito sul tema delle missioni militari, e successivamente non è più rientrato. La rottura si è consumata in particolare sul tema della guerra, dell'immigrazione e della base U.S.A a Vicenza; temi che hanno visto la netta contrarietà di Bulgarelli alle politiche governative. Coerente sostenitore "del massimo 2 Legislature" rifiuta di presentarsi alle elezioni successive sia nazionali che Europee. È tra i fondatoti della neonata (marzo 2009) Associazione SI alle energie rinnovabili NO al nucleare, dove nell'aprile 2009 è stato eletto nella presidenza.
Da sempre vicino al movimento si è a lungo occupato del tragico G8 di Genova, della questione Basca, del movimento contro la guerra, di Municipalismo, di Disobbedienza Civile e di Democrazia Diretta, ed ha presentato diverse leggi contro la presenza di basi militari statunitensi sul territorio italiano. Bulgarelli, sia come deputato che come senatore, si è occupato con continuità di conflitti globali e questioni internazionali; in particolare di medio-oriente (Palestina) e sud-America (Chiapas). Nel dicembre 2009 Bulgarelli aderisce a Sinistra Ecologia Libertà e nell'assemblea costituente tenutasi a Roma il 19-20 dicembre 2009 viene eletto nel Comitato Scientifico Nazionale. Dal 2011 non rinnova la sua adesione a SEL aderisce all'Associazione ARS (Associazione per il rinnovamento della sinistra) e si auto-definisce Indipendente di Sinistra. Lasciati gli impegni politici istituzionali dal 2008 si occupa di energie rinnovabili come consulente di Aziende italiane e straniere. Dal 2018 vive a Lanzarote e ha ripreso , come freelance, l'attivitá di articolista/opinionista sui temi dell'antirazzismo e dell'ecologia sociale, del diritto universale di cittadinanza e della microfisica insurrezionale.